# Robert Crippen
Robert Laurel Crippen  (Beaumont, Texas, 11 de setembro de 1937), é um ex-astronauta dos Estados Unidos e veterano de quatro missões ao espaço a bordo do ônibus espacial.
Crippen recebeu um bacharelado em engenharia aeroespacial pela Universidade do Texas em 1960 e durante dois anos foi piloto naval servindo em porta-aviões, depois passando para Força Aérea, integrando a equipe de pilotos militares da Base Aérea de Edwards, na Califórnia. 
Tornou-se astronauta em setembro de 1969, fazendo parte da equipe de apoio das missões Skylab  e da missão conjunta americano-soviética Apollo-Soyuz, durante a década de 70.
Em 12 de abril de 1981 Crippen foi ao espaço pela primeira vez, como piloto do primeiro voo orbital tripulado de um ônibus espacial, a missão STS-1 na nave Columbia, junto com o comandante John Young, um dos astronautas das missões do Programa Apollo que pisaram na Lua.
Nos anos seguintes, comandaria mais três missões do ônibus espacial; em 1983, levando a primeira astronauta norte-americana ao espaço, Sally Ride; em abril de 1984, na primeira missão de reparo de um satélite em órbita terrestre e novamente em outubro de 1984, na primeira missão do ônibus espacialcom uma tripulação de sete pessoas.
Após sua carreira de astronauta, Robert Crippen continuou ligado à NASA no fim dos anos 80 e nos anos 90, nomeado diretor de operações do ônibus espacial junto ao quartel-general da NASA em Washington, D.C. e depois assumindo o cargo de diretor do Centro Espacial John F. Kennedy, entre 1992 e 1995.